# Fabada asturiana

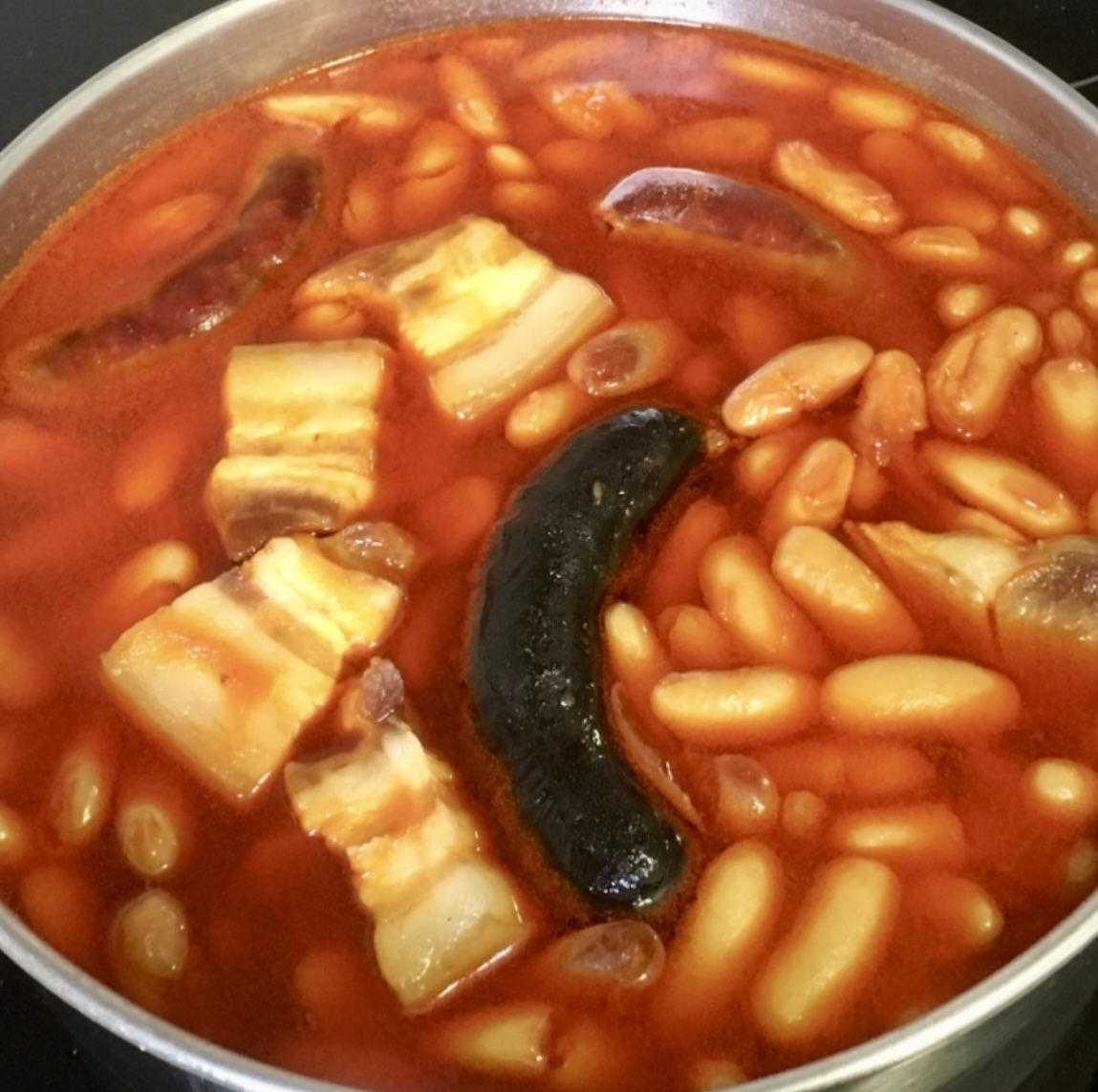
Hrnec s fabadou

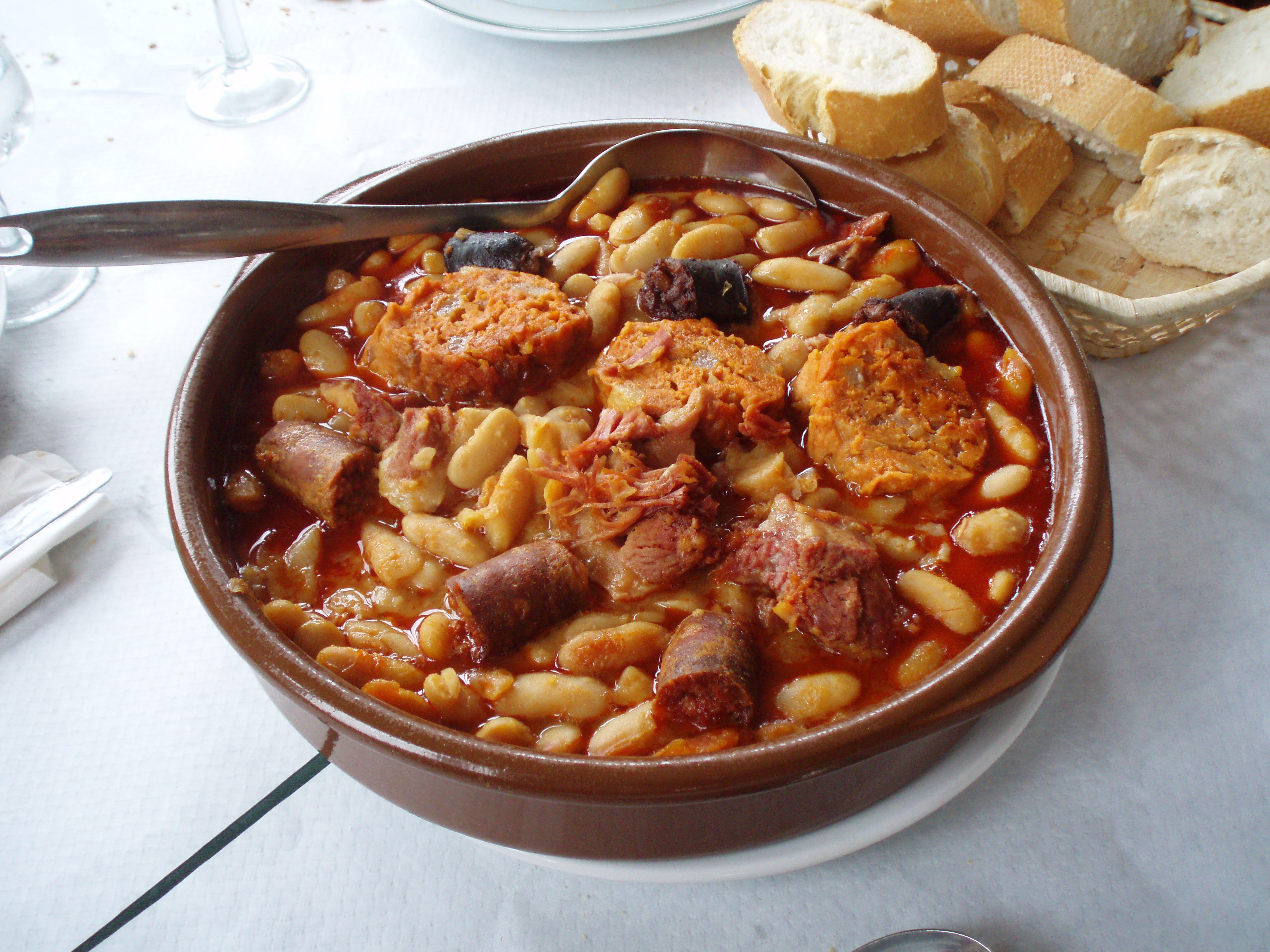
Miska s fabadou

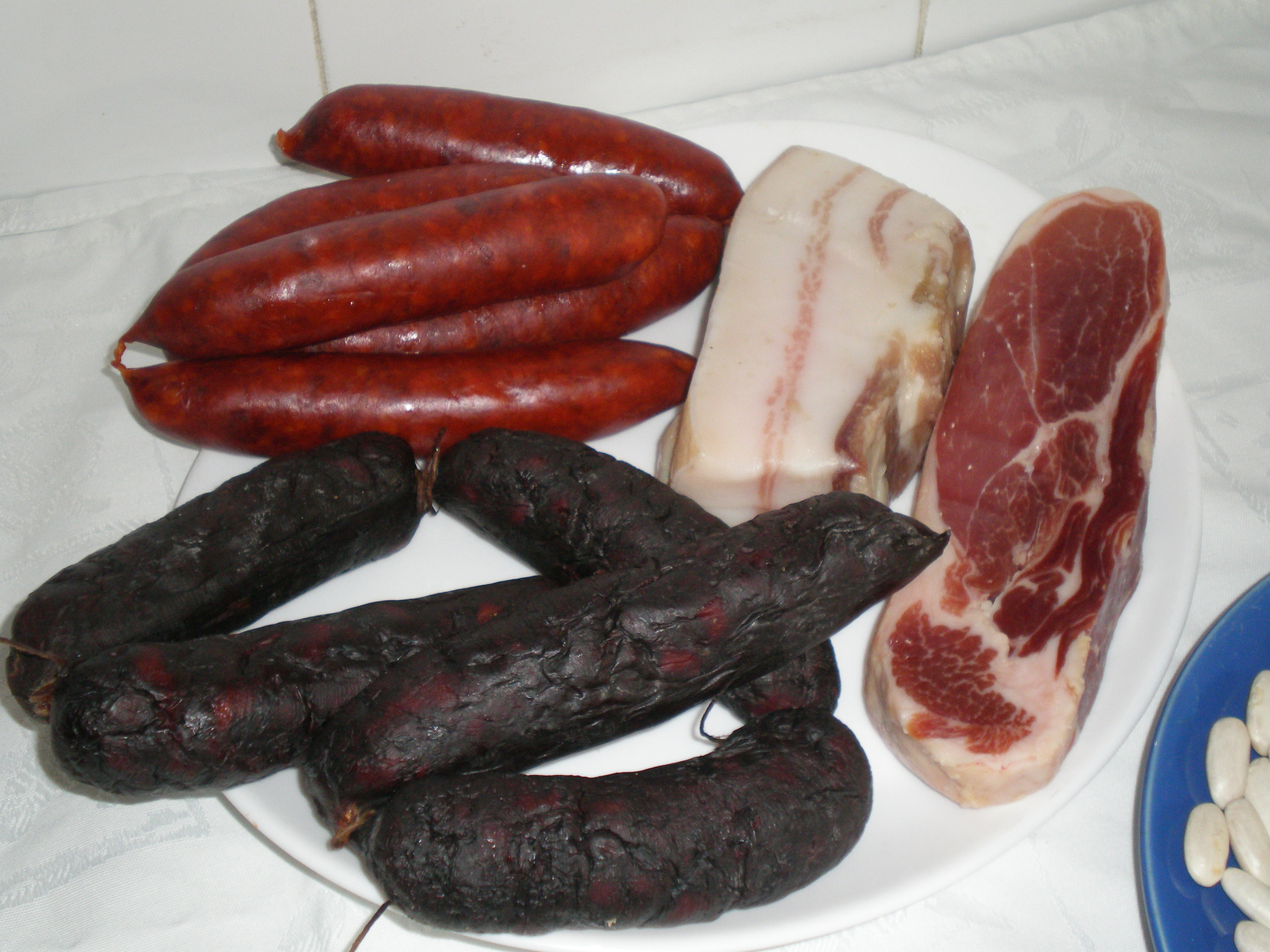
Compagnu - chorizo, morcilla a panceta

Fabada asturiana (často zkracováno jako fabada) je pokrm typický pro kuchyni regionu Asturie na severu Španělska. Jedná se o dušenou směs velkých bílých fazolí spolu s paprikovou klobásou chorizo, krvavou klobásou morcilla a neuzenou slaninou panceta (případně jiným kusem vepřového masa). Kombinace choriza, morcilly a pancety se astursky nazývá compagnu.
Původ pokrmu je neznámý, první zmínka o něm pochází z konce 19. století. Zhruba v tomto období se začal rozšiřovat v asturských městech. Později dosáhl jisté popularity i mimo Asturii, v ostatních částech Španělska.

## Příprava a servírování
Základem fabady jsou velké bílé fazole, které je nutné před přípravou namočit na zhruba 12 hodin. Fazole se poté dvě až tři hodiny vaří spolu s compagnu - chorizem, morcillou a pancetou (případně jiným kusem vepřového masa), v některých regionech se přidávají další kusy masa (vepřová oháňka, klobása sabadiego z města Noreña). Někdy se na dochucení přidává i mletá paprika nebo šafrán. Během vaření se s fabadou míchá za pomocí otáčení hrnce, během kterého se přidává trocha studené vody. V této fázi se také odstraňuje pěna, která se tvoří na povrchu.
Tradičně se po dovaření maso z compagnu z fabady vyjme a podává se samostatně, přičemž každý si poté nabere podle uvážení, nicméně existují i varianty, kdy je maso nakrájené ve fabadě přímo. 
Fabada se běžně nechává po uvaření ještě den uležet pro lepší spojení všech chutí, zároveň lze takto z fabady oddělit přebytečný tuk, který se usadí na povrchu.